# Oozetetes gigas
Oozetetes gigas är en stekelart som först beskrevs av Cameron 1884.  Oozetetes gigas ingår i släktet Oozetetes och familjen hoppglanssteklar. Inga underarter finns listade i Catalogue of Life.